# Chiesa di San Carlo Borromeo (Brusio)
La chiesa di San Carlo Borromeo è un edificio religioso che si trova a Brusio, nel Cantone dei Grigioni.

## Storia
La struttura viene citata per la prima volta in documenti storici risalenti al 1439. Nel 1617 venne completamente ricostruita e venne ripetutamente rimaneggiata nel corso del XX secolo.

## Descrizione
La chiesa ha una pianta ad unica navata ricoperta da una volta a botte.